# Maria Lundbäck
Maria Lundbäck, född 1857, död 1927, var en svensk fotograf. 
Hon var elev till Josephine Rydholm, och övertog 1880 dennas fotoateljé i Uddevalla. Hon tillhörde de mer framträdande fotograferna ur sin samtid i Sverige och mottog ett flertal priser och utmärkelser för sin verksamhet.